# Citohrom P450, familija 1, član A1
Citohrom P450, familija 1, član A1 je protein koji je kod ljudi kodiran  genom. Ovaj protein je član citohrom P450 superfamilije enzima.

## Funkcija
učestvuje u fazi I ksenobiotičkog metabolizma. Jedan od njegovih supstrata je teofilin. Inhibitori ovog enzima su fluorohinoloni i makrolidi. On se može indukovati aromatičnim ugljovodonicima.

## Literatura
- Nelson DR; Zeldin DC; Hoffman SM;  . (2004). „Comparison of cytochrome P450 (CYP) genes from the mouse and human genomes, including nomenclature recommendations for genes, pseudogenes and alternative-splice variants.”. Pharmacogenetics. 14 (1): 1—18. PMID 15128046. doi:10.1097/00008571-200401000-00001.
- Masson LF, Sharp L, Cotton SC, Little J (2005). „Cytochrome P-450 1A1 gene polymorphisms and risk of breast cancer: a HuGE review.”. American Journal of Epidemiology. 161 (10): 901—15. PMID 15870154. doi:10.1093/aje/kwi121.
- Hildebrandt AG; Schwarz D; Krusekopf S;  . (2007). „Recalling P446. P4501A1 (CYP1A1) opting for clinical application.”. Drug Metabolism Reviews. 39 (2-3): 323—41. PMID 17786624. doi:10.1080/03602530701498026.
- Nicholas C. Price; Lewis Stevens (1999). Fundamentals of Enzymology: The Cell and Molecular Biology of Catalytic Proteins (Third изд.). USA: Oxford University Press. ISBN 019850229X.
- Eric J. Toone (2006). Advances in Enzymology and Related Areas of Molecular Biology, Protein Evolution (Volume 75 изд.). Wiley-Interscience. ISBN 0471205036.
- Branden C; Tooze J. Introduction to Protein Structure. New York, NY: Garland Publishing. ISBN 0-8153-2305-0.
- Irwin H. Segel. Enzyme Kinetics: Behavior and Analysis of Rapid Equilibrium and Steady-State Enzyme Systems (Book 44 изд.). Wiley Classics Library. ISBN 0471303097.